# Conclave de 1555 (maig)
El Conclave de maig de 1555, per a l'elecció del papa Pau IV va tenir lloc del 15 al 23 de maig de 1555.
L'1 de maig de 1555, després d'amb prou feines vint-i-un dies de pontificat, moria a Roma el papa Marcelo II. El 15 de maig següent, els cinquanta-sis cardenals membres del Col·legi Cardenalici es van reunir novament en conclave per triar al successor. El cardenal Caraffa, de gairebé 80 anys, va ser triat Summe Pontífex, escollint el nom de Pau.

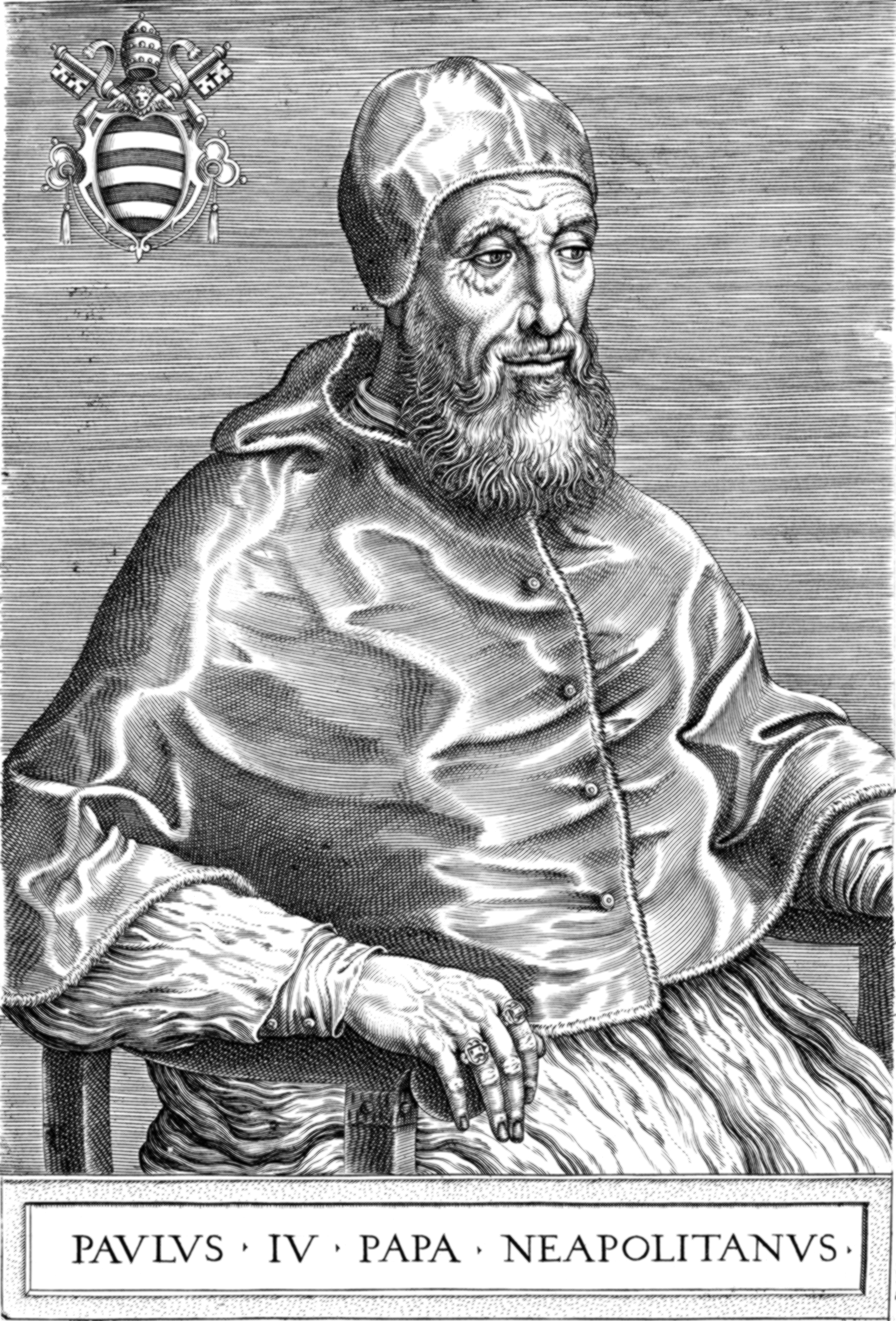
Paulvs IV Papa/Papa Neapolitanvs

## Història del conclave
El conclave es va iniciar el 15 de maig sota una atmosfera turbulenta, perquè corrien rumors que els exèrcits francesos i el de la Toscana (aliat amb el Sacre Imperi Romanogermànic) marxarien sobre Roma per forçar als cardenals a una elecció d'acord amb els interessos del rei de França o de l'Emperador. Aquests rumors no es van confirmar i els cardenals van poder organitzar-se per si sols per a l'elecció.
La primera votació va mostrar que el candidat oficial de l'emperador, Giovanni Girolamo Morone, no tindria suficient suport, fins i tot en el seu propi partit i, per tant, la seva elecció era improbable. Els cardenals del partit francès van provar ser més disciplinats i obedients, votant en el cardenal d'Este. La majoria ho va fer sense entusiasme, no obstant això, perquè en general, i no sense raó, consideraven que no estava predisposat per exercir la més alta funció a l'Església. La seva candidatura finalment va ser enterrada amb l'oposició de Alexandre Farnese.
Després del rebuig d'altres candidatures subsegüents, cap cardenal va rebre la necessària majoria de dos terços. A continuació, Guido Ascano Sforza, camarlenc, va proposar la candidatura del degà del col·legi cardenalici, de 79 anys, Gian Pietro Caraffa, i va aconseguir convèncer els altres partits. Caraffa va ser, per tant, recolzat pels partits "francès" i "italià", la majoria exigida, no obstant això, encara faltaven 3 vots. El Cardenal Toledo era contrari a la candidatura del degà i va manifestar que Caraffa no tenia el beneplàcit de l'emperador Carles V. No obstant això, diversos cardenals "de l'emperador" es van insubordinar. El 23 de maig, Caraffa va ser triat per aclamació i va prendre el nom de Pau IV.
L'elecció va ser una completa sorpresa per la llavors "opinió pública". Caraffa com inquisidor s'havia guanyat moltes enemistats. En els anys següents va provar que era temut, no sense raó, i les acusacions de heretgia no es van estalviar a ningú, ni tan sols als cardenals.

## Participants
Els cardenals que van participar en el conclave de maig de 1555 van ser:
1. Gian Pietro Carafa, bisbe de Òstia i Velletri.
2. Jean du Bellay, bisbe de Porto-Santa Rufina.
3. Louis de Bourbon-Vendôme, bisbe de Palestrina.
4. François de Tournon, bisbe de Sabina.
5. Juan Álvarez de Toledo, O.P., bisbe de Albano.
6. Rodolfo Pio di Carpi, bisbe de Frascati.
7. Francesco Pisani, bisbe de Pàdua.
8. Ercole Gonzaga, bisbe de Màntua.
9. Girolamo Doria, administrador apostòlic de Tarragona.
10. Claude de Longvy de Givry, bisbe de Langres
11. Odet de Coligny, administrador apostòlic de Beauvais.
12. Alexandre Farnese, administrador apostòlic de Monreale.
13. Guido Ascanio Sforza, administrador apostòlic de Parma.
14. Reginald Pole, arquebisbe de Canterbury.
15. Niccolò Caetani di Sermoneta, administrador apostòlic de Quimper.
16. Robert de Lénoncourt, administrador apostòlic de Metz.
17. Hipòlit II d'Este, administrador apostòlic d'Auch.
18. Antoine Sanguin de Meudon, administrador apostòlic de Tolosa de Llenguadoc.
19. Giacomo Savelli, administrador de Nicastro.
20. Miguel da Silva, bisbe de Massa Marittima-Piombino.
21. Giovanni Girolamo Morone, bisbe de Novara.
22. Cristoforo Madruzzo, bisbe de Trent.
23. Francisco de Mendoza y Bobadilla, bisbe de Burgos.
24. Bartolomé de la Cueva y Toledo.
25. Georges d'Armagnac, bisbe de Rodez.
26. Jacques d'Annebaut, bisbe de Lisieux.
27. Otto Truchsess von Waldburg, bisbe d'Augusta.
28. Federico Cesi, bisbe de Cremona.
29. Durante de Duranti, bisbe de Brescia.
30. Girolamo Capodiferro, bisbe de l'Arxidiòcesi de Chambéry, San Giovanni di Moriana e Tarantasia.
31. Tiberio Crispo, administrador apostòlic de Sessa Aurunca i Amalfi-Cava de' Tirreni.
32. Pedro Pacheco Ladrón de Guevara, bisbe de Jaén.
33. Enric I de Portugal, arquebisbe d'Évora.
34. Ranuccio Farnese, arquebisbe de Bolonya.
35. Carles de Lorena, arquebisbe de Reims.
36. Giulio della Rovere.
37. Carles I de Borbó, arquebisbe de Rouen.
38. Girolamo Verallo.
39. Bernardino Maffei.
40. Inocencio Ciocchi Del Monte.
41. Cristoforo Guidalotti Ciocchi del Monte, bisbe de Marsella.
42. Fulvio della Corgna, Orde de Sant Joan de Jerusalem, administrador apostòlic de la Diòcesi de Spoleto-Norcia.
43. Giovanni Michele Saraceni Girifalco, arquebisbe d'Acerenza i Matera-Irsina.
44. Giovanni Ricci.
45. Giovanni Andrea Mercurio, arquebisbe de Mesina-Lipari-Santa Lucia del Mela.
46. Giacomo Puteo, arquebisbe de Bari e Canosa.
47. Pietro Bertani, Orde dels Predicadors, bisbe de Fano-Fossombrone-Cagli-Pergola.
48. Fabio Mignanelli.
49. Giovanni Poggio, bisbe de Tropea.
50. Giovanni Battista Cica.
51. Girolamo Dandini.
52. Luigi Cornaro.
53. Pietro Tagliavia d'Aragonia, arquebisbe de Palerm.
54. Louis de Lorraine de Guise, bisbe d'Albi
55. Roberto de' Nobili.
56. Girolamo Simoncelli.